# Szopka bożonarodzeniowa

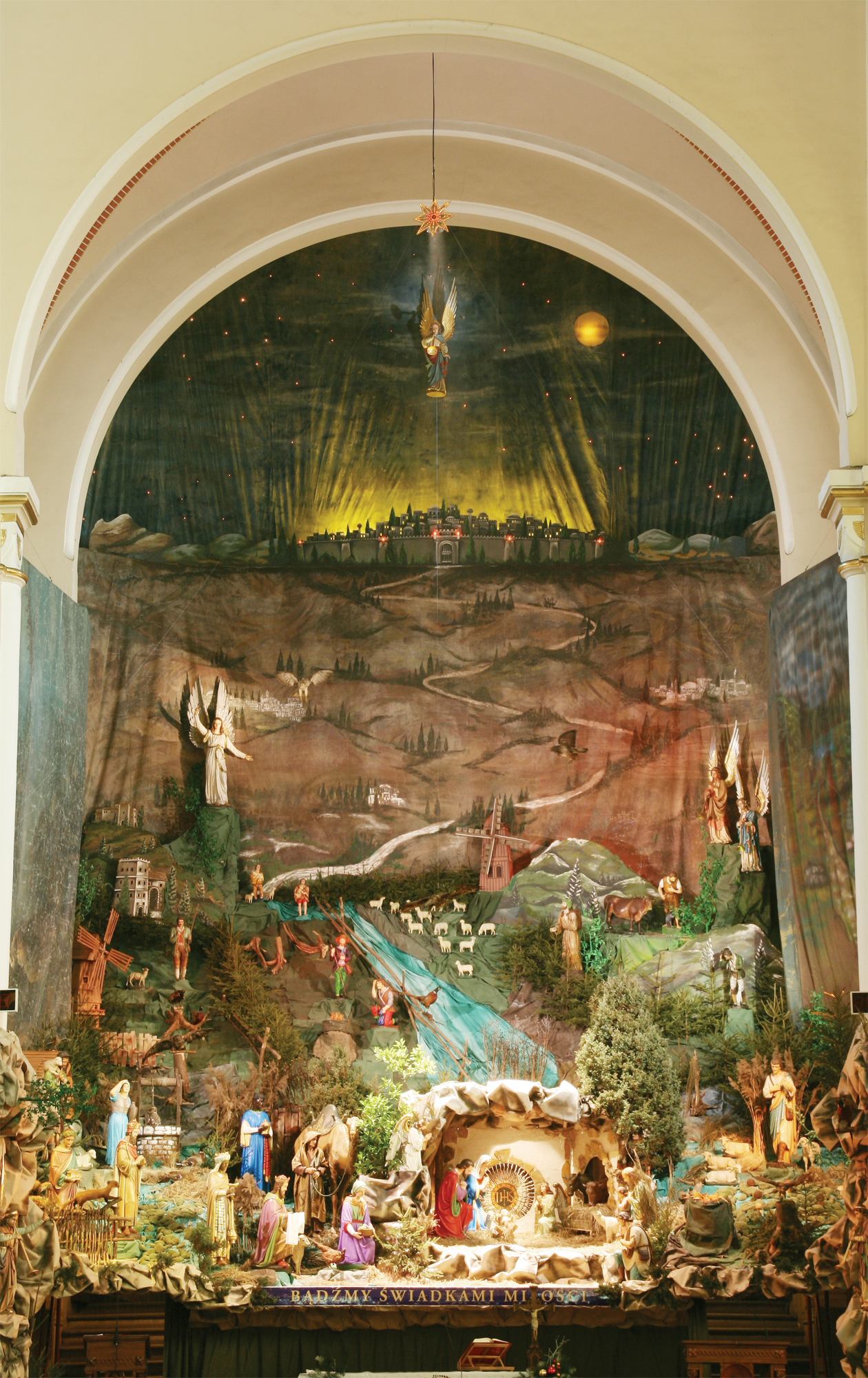
Szopka w bazylice św. Ludwika Króla i Wniebowzięcia Najświętszej Maryi Panny w Katowicach-Panewnikach

Szopka bożonarodzeniowa – makieta lub diorama przedstawiająca wyobrażenie miejsca narodzin Jezusa Chrystusa (stajni, jaskini lub groty). Sceny obrazują moment przybycia pasterzy lub Trzech Mędrców. W każdej szopce znajduje się przedstawienie Świętej Rodziny (mały Jezus, Maria oraz Józef). Najczęściej elementem szopki polskiej są także postaci Trzech Mędrców, pasterzy, a także bydło (wół – zob. Iz 1,3), osioł i owce, Gwiazda Betlejemska, anioły. 

## Historia
Tradycja szopek kolędniczych wywodzi się od obnośnych teatrzyków kukiełkowych i ludowych jasełek, które z kolei mają swoje źródło w kościelnych misteriach średniowiecznych. Szopki różnią się konstrukcją, doborem postaci, czasem wystawiania w zależności od regionu świata, z którego pochodzą, np. szopka neapolitańska (od 8 XII), szopka krakowska (pierwszy czwartek grudnia).

## Formy
Szopka bywa wykonywana jako miniatura – jako taka często jest obiektem kolekcjonerskim, a także jako konstrukcja rzeczywistej wielkości. Tak zwana „żywa szopka”, to wykonana w naturalnej skali konstrukcja, w której zamiast figur owiec i bydła znajdują się żywe zwierzęta. Zdarza się także, że postacie ludzkie są grane przez żywe osoby.
Pierwszą taką scenę zaaranżował św. Franciszek w 1223 roku w Greccio.

## Galeria

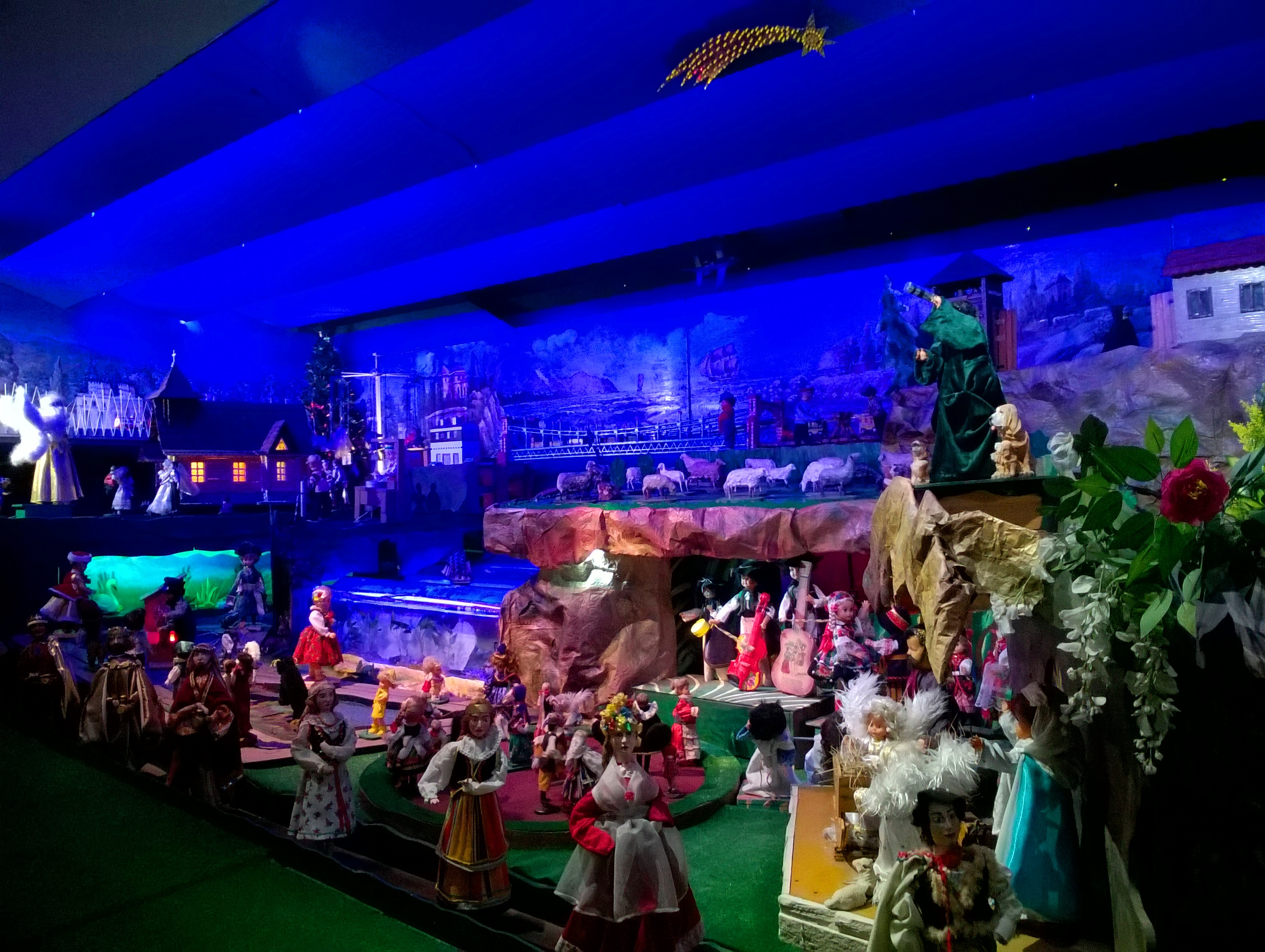
Toruń – ruchoma szopka w kościele św. Józefa
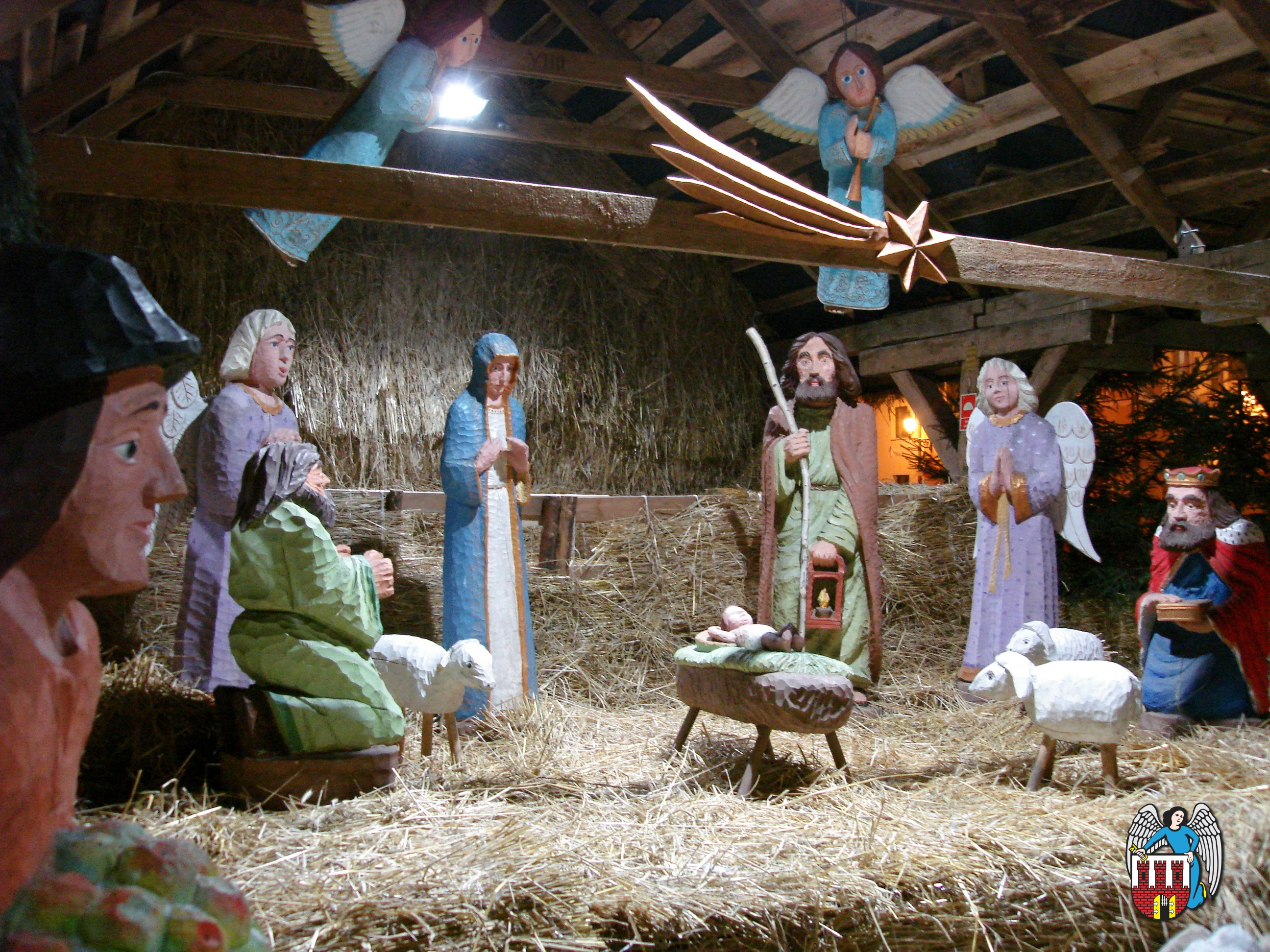
Szopka bożonarodzeniowa na Rynku Nowomiejskim w Toruniu, 2013 rok
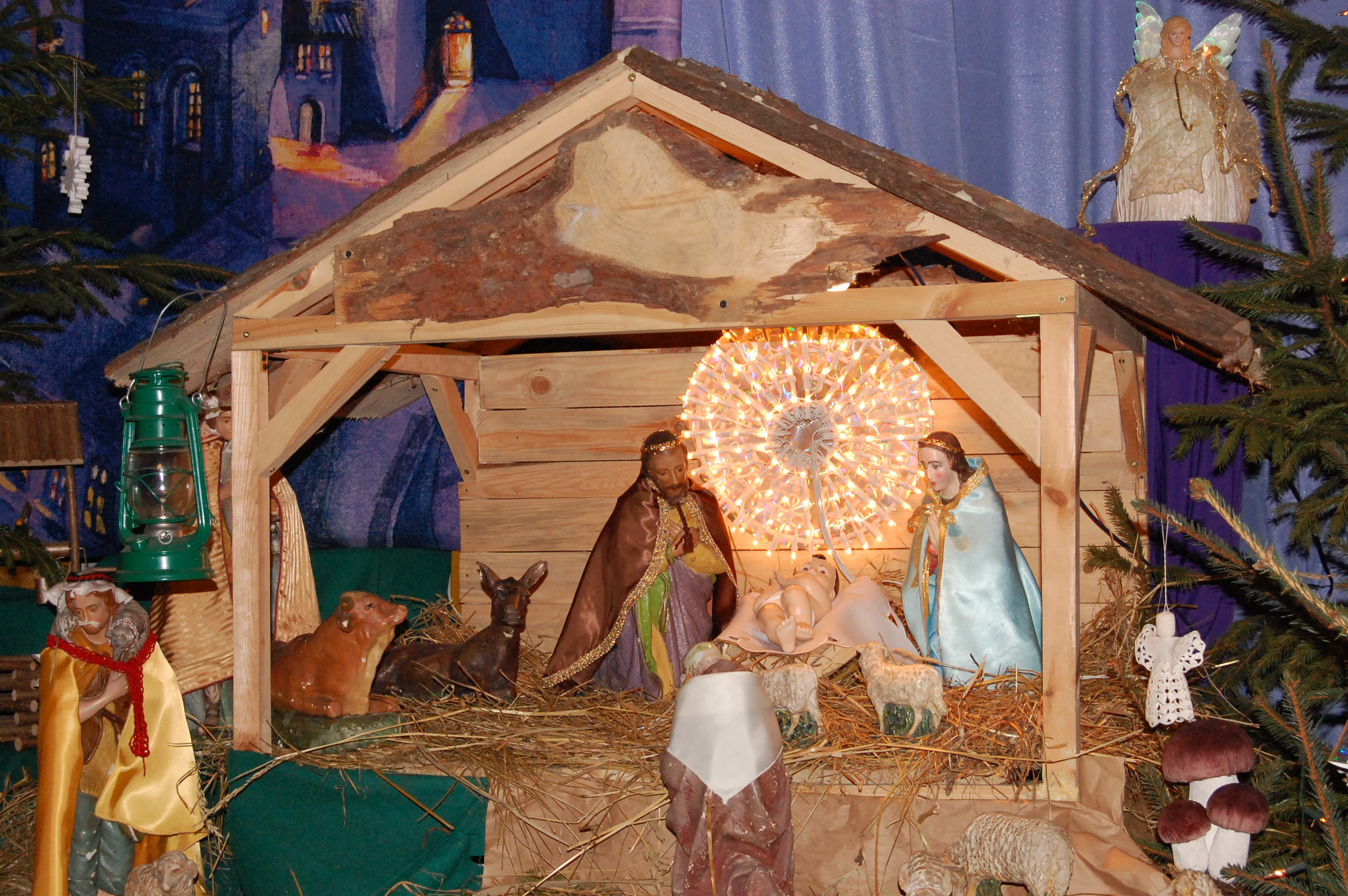
Służewo – szopka bożonarodzeniowa w kościele parafialnym
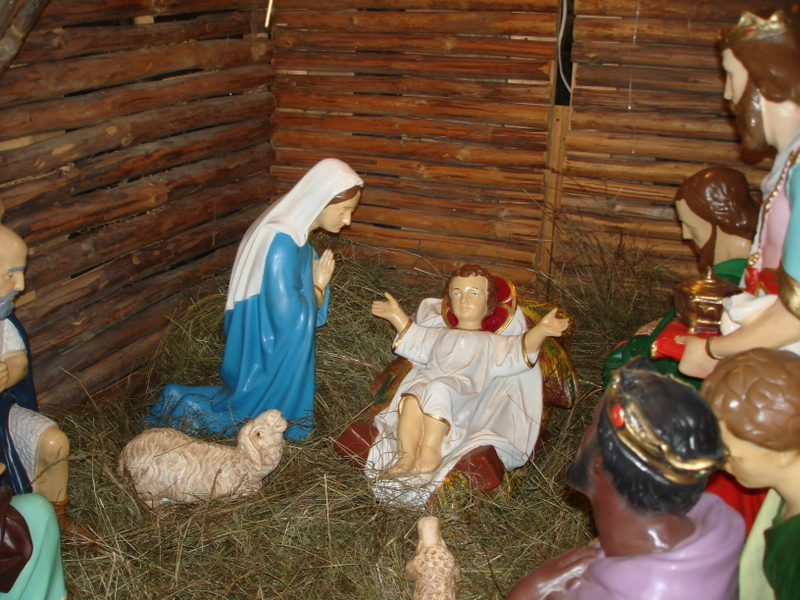
Kamienna Góra – szopka bożonarodzeniowa w kościele Najświętszego Serca Pana Jezusa
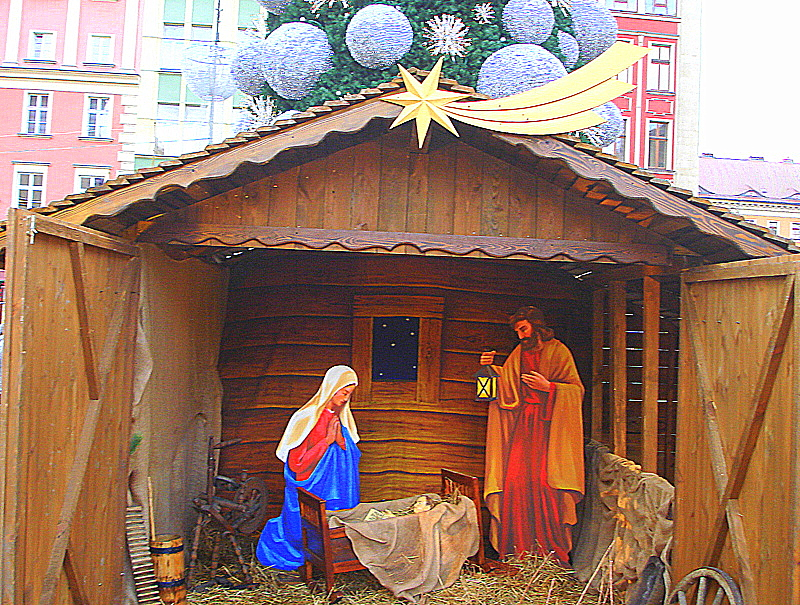
Wrocław – szopka bożonarodzeniowa na Rynku
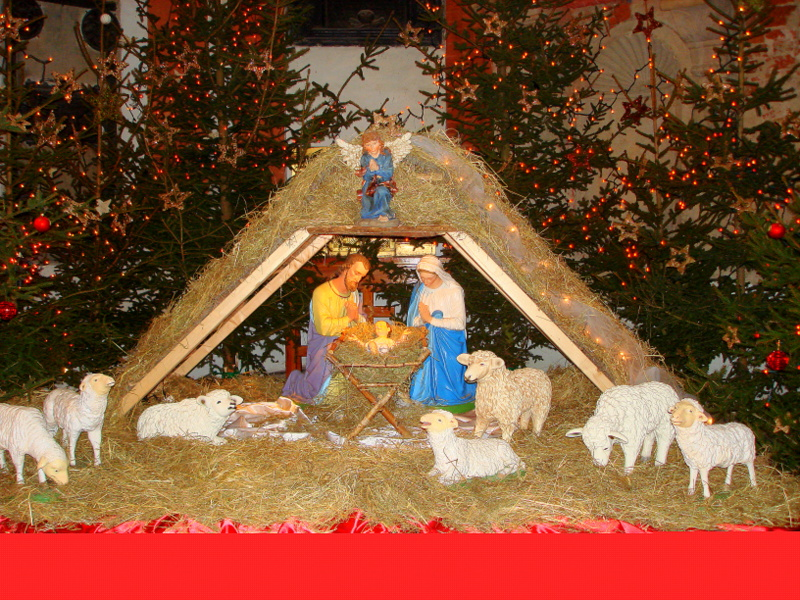
Wrocław – szopka bożonarodzeniowa w bazylice św. Elżbiety
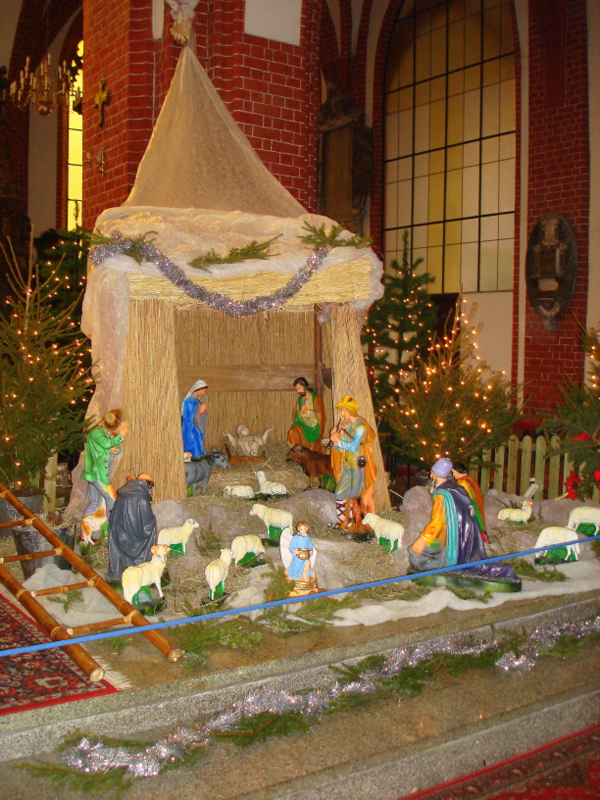
Wrocław – szopka bożonarodzeniowa w katedrze kościoła polskokatolickiego
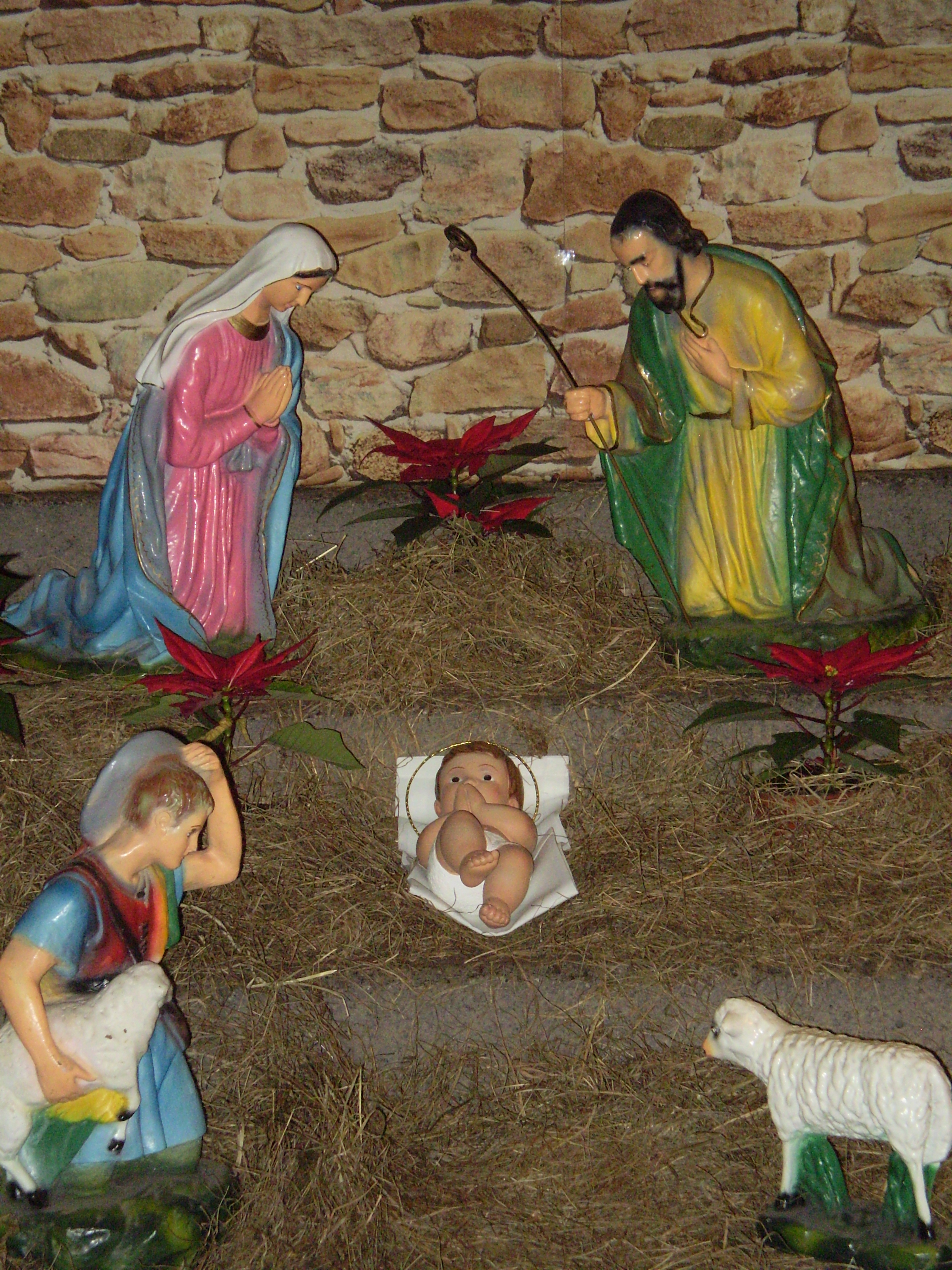
Warszawa – szopka bożonarodzeniowa w kościele św. Jakuba Apostoła
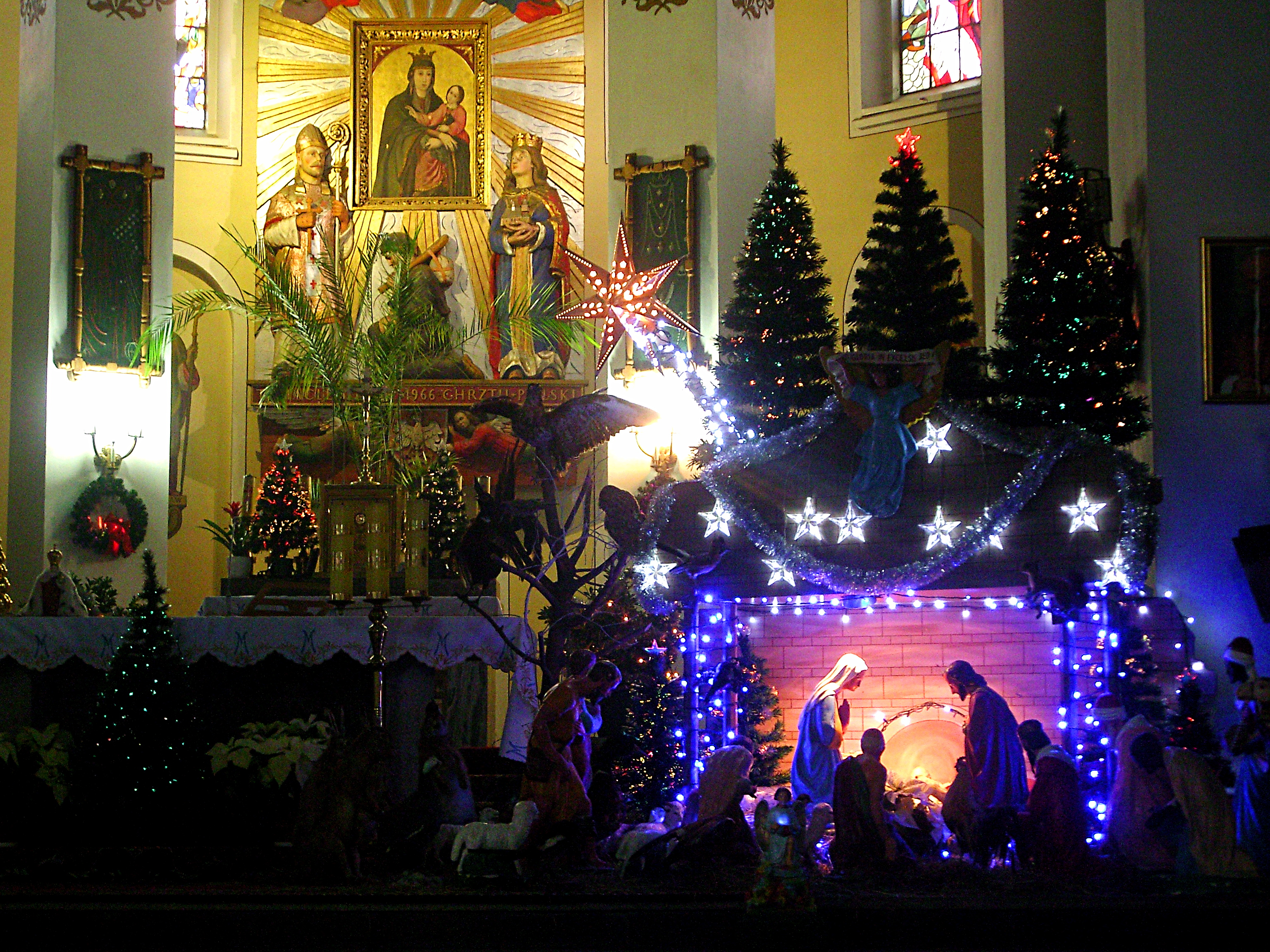
Bączal Dolny – szopka bożonarodzeniowa w kościele Imienia Maryi
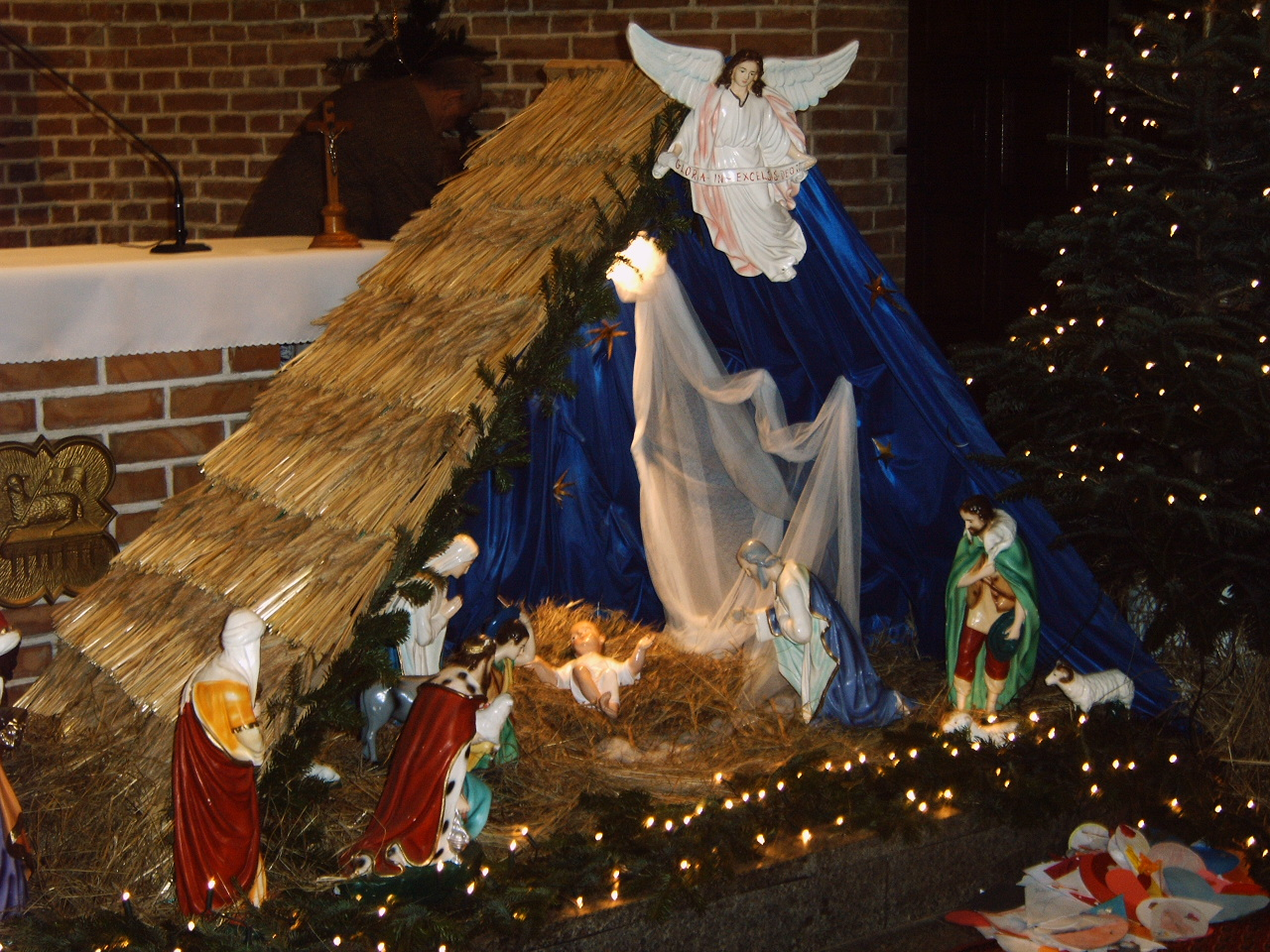
Mielno – szopka bożonarodzeniowa w kościele Przemienienia Pańskiego
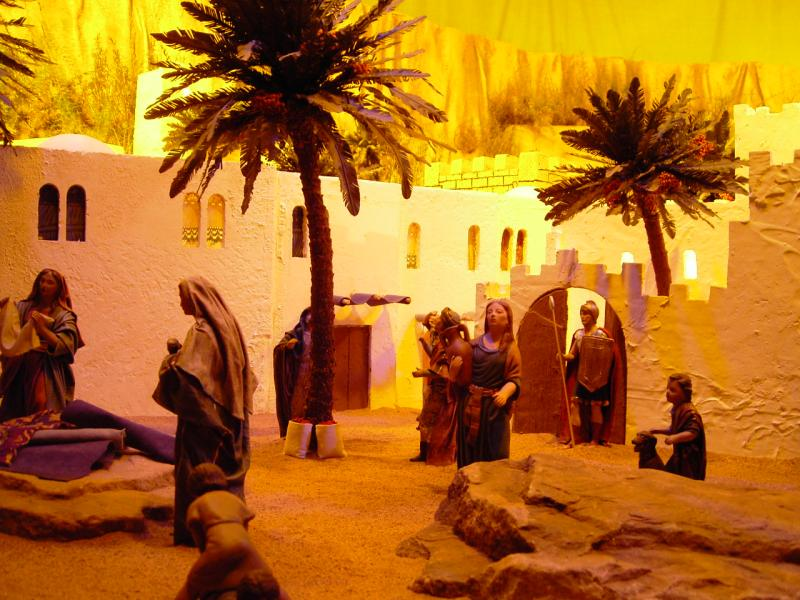
Fragment monumentalnego modelu stajenki betlejemskiej z Parets del Vallès w Hiszpanii
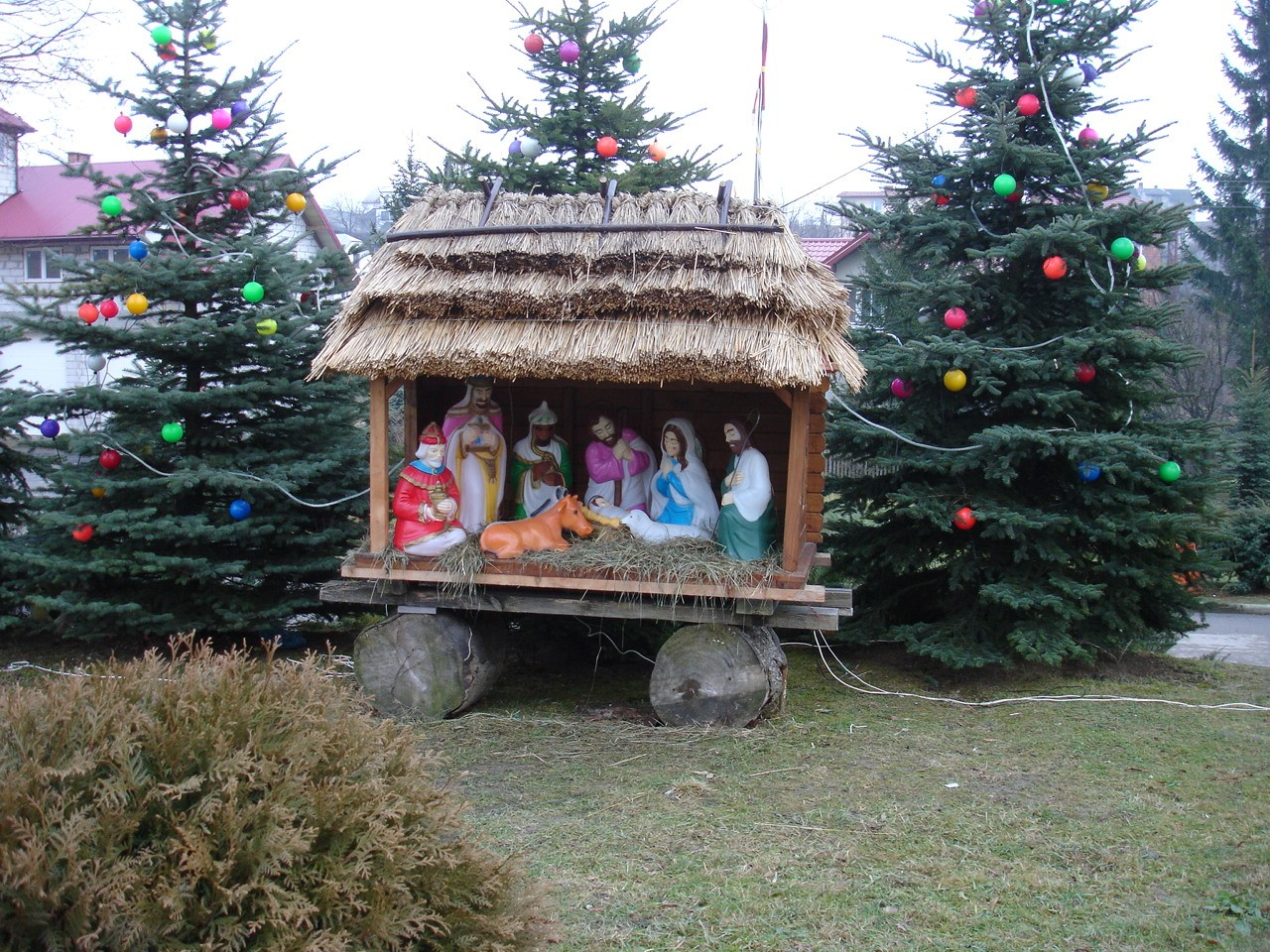
Bukowsko - szopka bożonarodzeniowa